# 盘门
盘门是位于苏州城南面城墙上偏西的一座水陆城门，门前临古老的京杭大运河，是苏州仅存的古城门遗迹和中国唯一保存完整的古水陆城门。
春秋吴国阖闾元年（前514年），吴王阖闾命伍子胥所筑吴国都城——阖闾城。盘门即是当时的8座城门之一，因门上悬有木制蟠龙，以震慑南面的越国，最初称为蟠门。后来因为其“水陆相半，沿洄屈曲”，改称盘门。根据流传至今的南宋《平江图》碑，当时的盘门已经坐落在今天的位置。现存的城门是元至正十一年（1351年）建，1356年张士诚又增建了瓮城。明初、清初、晚清和1986年都曾进行过修缮，但总体布局和建筑结构基本保持元末明初的旧观。
盘门是一座水陆城门，两门交错并列，呈曲尺形。陆城门分内外两重，朝向东偏南10度，两道城垣之间形成周长180米的方形瓮城，藏兵洞可以匿藏数百兵丁，适应古代防御的需要。城上筑有飞檐翘角的城楼，以及锯齿形雉碟、射孔、闸口及绞关石等防御设施。水城门在陆门南侧，也有内外两重，纵深24米，前后分置水闸和木栅，两门之间有暗道通向城楼。两侧城垣至今保存完整。 
历史上，苏州西、南两面的三座城门都面临京杭大运河：阊门、胥门和盘门，盘门的重要性仅次于阊门、胥门，而超过其他城门。
1963年，盘门被列为苏州市文物保护单位，1982年被列为江苏省文物保护单位，2006年列为第六批全国重点文物保护单位。
盘门、吴门桥和瑞光塔共同构成盘门三景。吴门桥位于盘门前的护城河上，始建于北宋元丰年间，太平天国战争期间被毁，清同治十一年（1872年）重建，是一座高达10米的苏州最大的单拱石桥。盘门内不远处的瑞光塔，建于宋景德元年（1004年），是八面七级楼阁式砖塔，高约43米，垂直轮廓逐层收缩。历史上该塔重修重建达18次之多。在1860年（清咸丰十年）太平天国战争期间，寺庙殿宇构筑全毁，仅存瑞光塔独自耸立。